# Teratocoris saundersi
Teratocoris saundersi är en insektsart som beskrevs av Douglas och Scott 1869. Teratocoris saundersi ingår i släktet Teratocoris och familjen ängsskinnbaggar. Arten har ej påträffats i Sverige. Inga underarter finns listade i Catalogue of Life.